# Rolf Krüsmann
Rolf Krüsmann (ur. 6 października 1941 w Münsterze) – niemiecki lekkoatleta, sprinter, wicemistrz Europy z 1966. W czasie swojej kariery reprezentował Republikę Federalną Niemiec.
Specjalizował się w biegu na 400 metrów. Na pierwszych europejskich igrzyskach halowych w 1966 w Dortmundzie zdobył złoty medal w  sztafecie 4+3+2+1 okrążenie (w składzie: Leonhard Händl, Werner Krönke, Krüsmann i Jürgen Schröter).
Zdobył srebrny medal w sztafecie 4 × 400 metrów na mistrzostwach Europy w 1966 w Budapeszcie (sztafeta RFN biegła w składzie: Friedrich Roderfeld, Jens Ulbricht, Krüsmann i Manfred Kinder). Indywidualnie zajął 5. miejsce w finale biegu na 400 metrów. Zwyciężył w sztafecie 1+2+3+4 okrążenia (w składzie: Gert Metz, Horst Haßlinger, Krüsmann i Manfred Hanika) na europejskich igrzyskach halowych w 1967 w Pradze.
Zdobył złoty medal w sztafecie 4 × 400 metrów na letniej uniwersjadzie w 1967 ww Tokio (w składzie: Helmar Müller, Ingo Röper, Krüsmann i Werner Thiemann).
Po kilku latach przerwy wziął udział w wielkich zawodach międzynarodowych w 1972. Na halowych mistrzostwach Europy w Grenoble wywalczył srebrny medal w sztafecie 4 × 2 okrążenia (w składzie: Peter Bernreuther, Krüsmann, Georg Nückles i Ulrich Reich).
Krüsmann był brązowym medalistą mistrzostw RFN w biegu na 400 metrów w 1966. Był również halowym wicemistrzem w biegu na tym dystansie w 1967.
Po zakończeniu kariery zawodniczej pracował jako trener lekkoatletyczny. Był m.in. trenerem czterystumetrowców reprezentacji Niemiec w latach 1989–1996.